# Прапор Гадяцького району
Пра́пор Га́дяцького райо́ну — офіційний символ Гадяцького району Полтавської області, затверджений 31 жовтня 2003 року рішенням сесії Гадяцької районної ради.

## Опис
Прапор являє собою прямокутне малинове полотнище зі співвідношенням сторін 2:3, на верхній синій чверті якого біля древка зображено жовтий лапчастий хрест, а у нижньому куті з вільного боку покладені навхрест булава й бунчук.